# DP1受容体
DP1受容体（DP1 receptor）は、ヒトなどに存在するGタンパク質共役受容体の1種である。プロスタグランディンD2を主なリガンドとする。全身の様々な細胞に発現しており、様々な生理反応に関与している他、病理学の分野では炎症やアレルギーに関係する受容体の1つとして知られる。

## 構造
DP1受容体はGタンパク質共役受容体の中でも、Gs受容体に分類される

。
ヒトのDP1受容体は、14番染色体の長腕「14q22.1」と番号が付与された場所にコードされている

。
リボソームで翻訳されたヒトのDP1受容体は、359個のアミノ酸から成り、その分子量は約40271 (Da)である

。
なお、例えばマウスのDP1受容体は、357個のアミノ酸から成り、その分子量は約40005 (Da)であるなど

、種差が見られる。

## 生理作用
DP1受容体は、プロスタグランディンD2を主なリガンドとしている。この受容体にプロスタグランディンD2のようなアゴニストが結合すると、全身の細胞に広く発現している受容体なだけに、様々な生理反応を引き起こす。例えば、気管支平滑筋に対しては気管支を拡張させ、血管平滑筋に対しては血管を拡張させ、樹状細胞に対してはサイトカインの産生を抑制させ、血小板に対しては凝集を妨げる

。
なお、これらの作用の中に存在する、一見、抗炎症作用を示すかのような効果は、白血球の活動などのために、結局のところ抗炎症作用としては現れてこない

。
そして、結局のところアレルギー反応を促進する

。
この他、DP1受容体は中枢神経系にも発現しており、どうやら中枢神経系においては、睡眠や痛みの知覚に関わっているようだと考えられている

。